# Enragés
Ne doit pas être confondu avec Enragés (film, 2015).
Pour les articles homonymes, voir Les Enragés.
Lors de la Révolution française, les Enragés constituaient une mouvance de révolutionnaires radicaux qui eurent notamment pour chef de file le prêtre constitutionnel Jacques Roux. Ils revendiquaient l'égalité civique et politique mais aussi sociale, préconisant la taxation des denrées, la réquisition des grains et des taxes sur les riches. 
Ils regroupaient plusieurs individus et une société de femmes républicaines proche des sans-culottes.  Sans liens structurés entre eux, ils deviendront les porte-paroles et même les idéologues des sections les plus populaires des Gravilliers et des Batignolles, ainsi que du mouvement des sans-culottes féminin.
On peut les situer à gauche des montagnards. Ils sont combattus aussi bien par Maximilien Robespierre que par Danton, Marat et les hébertistes. Leurs idées furent reprises et développées par Gracchus Babeuf. 
Leur action dans la Révolution se situe entre février et octobre 1793.

## Des acteurs dérangeants

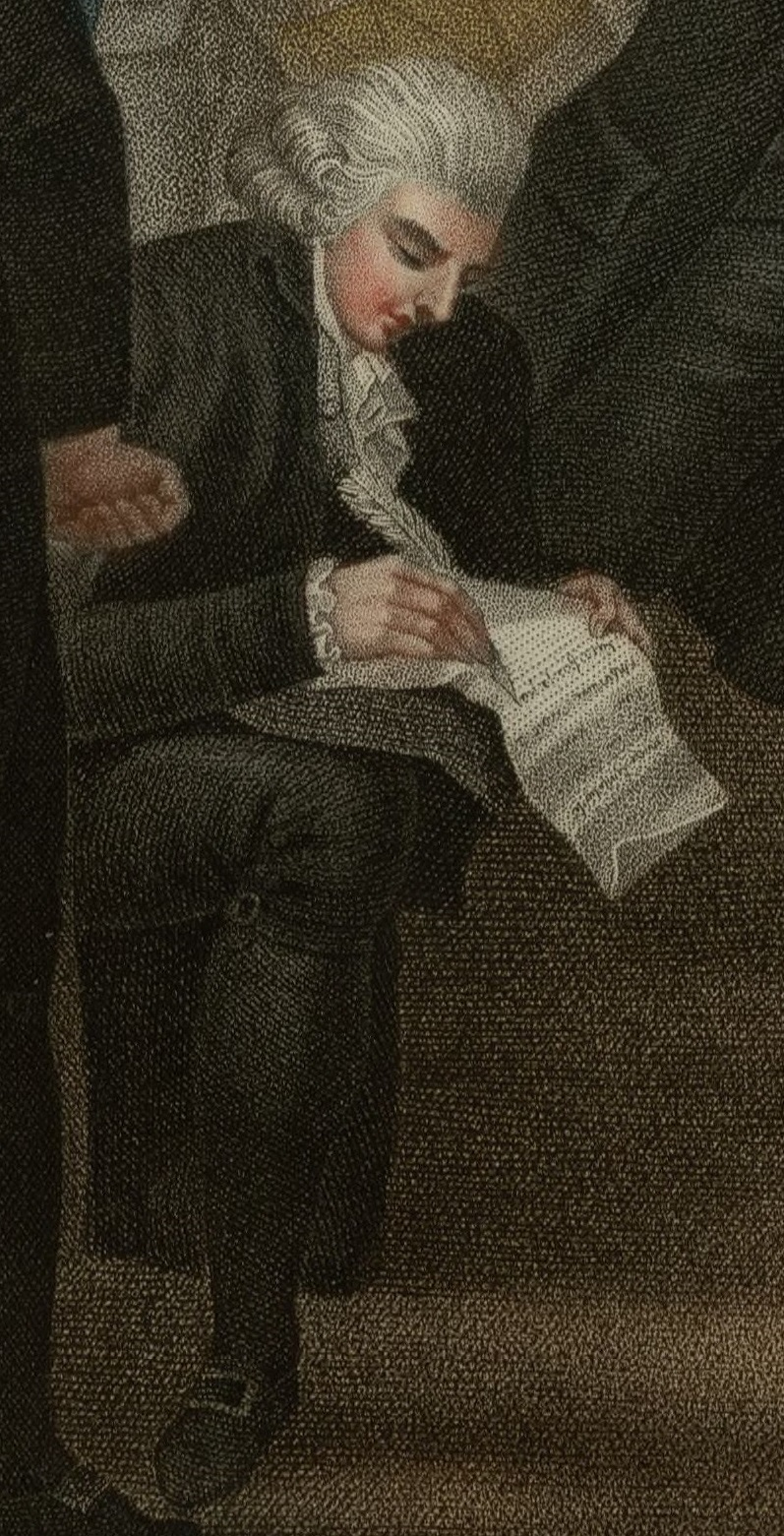
Portrait de Jacques Roux occupé à la rédaction du compte rendu de l'exécution de Louis XVI, le 21 janvier 1793.
Détail d'une gravure de J.-Frédéric Cazenave d'après Charles Benazech, BnF, 1795.

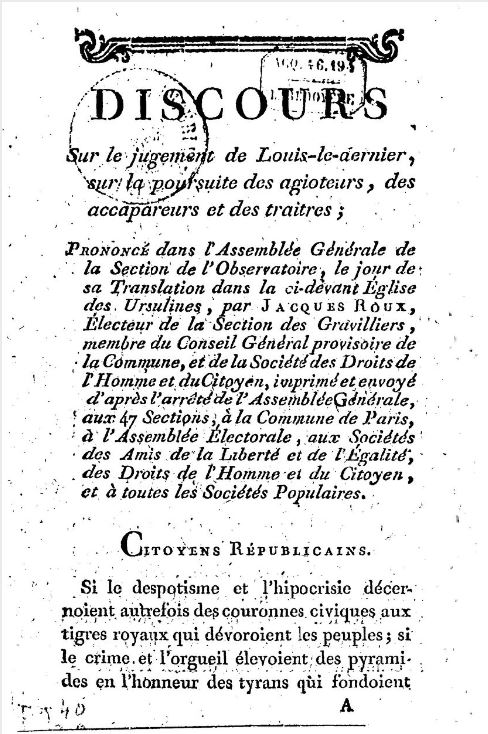
Discours du 1er décembre 1792 de Jacques Roux

Dès la fin de 1792 Roux avait formalisé son programme, il avait été décidé par la section de l'Observatoire où ce discours avait été lu, qu'il serait imprimé et adressé aux 47 sections parisiennes, au corps électoral,  aux sociétés patriotiques et aux municipalités du département, Ce discours, exprimant  ainsi le cœur des revendications populaires, avait donc connu une très large diffusion.
Enragés est, dès l'origine, un terme méprisant que l'on trouve sous la plume de Brissot dans Le Patriote Français « Le caractère de ces enragés est de porter à l’excès leur doctrine populaire. [...] Enragés faux amis du peuple, ennemis de la Constitution »
Marat le premier s'oppose à leurs exigences, aux pétitionnaires venus le 12 février  réclamer à la Convention la taxation générale des denrées, il répond avec violence :« Les mesures que l'on vient de vous proposer à la barre pour rétablir l'abondance sont si excessives, si étranges, si subversives de tout bon ordre, elles tendent si évidemment à détruire la libre circulation des grains et à exciter des troubles dans la République que je m'étonne qu'elles soient sorties de la bouche d'hommes qui se prétendent des êtres raisonnables et des citoyens libres, amis de la justice et de la paix [....] Je demande que ceux qui en auront imposé à la Convention soient poursuivis comme perturbateurs du repos public. »
Dans son journal Le Publiciste de la République française du 4 juillet 1793, il décrivait encore les enragés de la façon suivante : « Ces intrigants ne se contentent pas d’être les factotums de leurs sections respectives, ils s’agitent du matin au soir pour s’introduire dans toutes les sociétés populaires, les influencer et en devenir enfin les grands faiseurs. Tels sont les trois individus bruyants qui s’étaient emparés de la section des Gravilliers, de la Société fraternelle et de celle des Cordeliers : je veux parler du petit Leclerc, de Varlet et de l’abbé Renaudi soi-disant Jacques Roux ». En plus de ces trois hommes, on peut aussi citer Pauline Léon et Claire Lacombe, toutes deux membres des républicaines révolutionnaires.
Les Hébertistes en feront tout autant, mais il est vrai qu'ils occupaient un créneau revendicatif très proche du leur et surtout en tiraient profit, aussi ils n'auront de cesse d'éliminer les Enragés vus comme concurrents.
Si la critique girondine peut se comprendre aisément, plus surprenante est cette position des grandes voix de la Montagne. Les Montagnards partageaient en fait avec les Girondins le dogme du caractère sacré de la propriété privée et du libéralisme économique. Le 25 février Robespierre le traduisait clairement « Je ne dis pas que le peuple soit coupable, je ne dis pas que ses actes soient un attentat, mais quand le peuple se lève, ne doit-il pas avoir un but digne de lui, amis de chétives marchandises vont-elles l'occuper » Cette approche idéaliste d'un peuple désincarnée ne résistera pas  à la pression des sans-culottes, d'autant que la Montagne  a besoin de leur soutien pour éliminer les Girondins.  
En mars sont institués le Tribunal Révolutionnaire et les Comités de surveillance, le 11 avril est imposé le cours forcé des assignats, Le 24 avril  Robespierre propose d'ajouter à la déclaration des droits de l'homme quatre articles qui restreignent le Droit de Propriété. Le Faubourg Saint-Antoine qui était resté calme en février se lève et 8 à 9 000 hommes défilent devant la Convention. Leur orateur prononce une violente harangue devant la Convention. La députation des femmes de Versailles refuse de quitter la salle. Le 4 mai 1793 enfin le maximum des grains et farines  est adopté après une discussion houleuse et passionnée à la Convention Pour Mathiez, ce n'est pas Jacques Roux et ses partisans, la révolte du Faubourg Saint-Antoine ou l'envahissement de la Convention par les femmes de Versailles qui ont contraint les Montagnards à accepter  ces reculades successives et la loi du maximum, mais bien davantage « ... C'est la Vendée, ce sont les revers de Belgique, la trahison des généraux. Sur le fond les Montagnards n'avaient pas changé d'avis; Ils étaient partisans de la liberté »

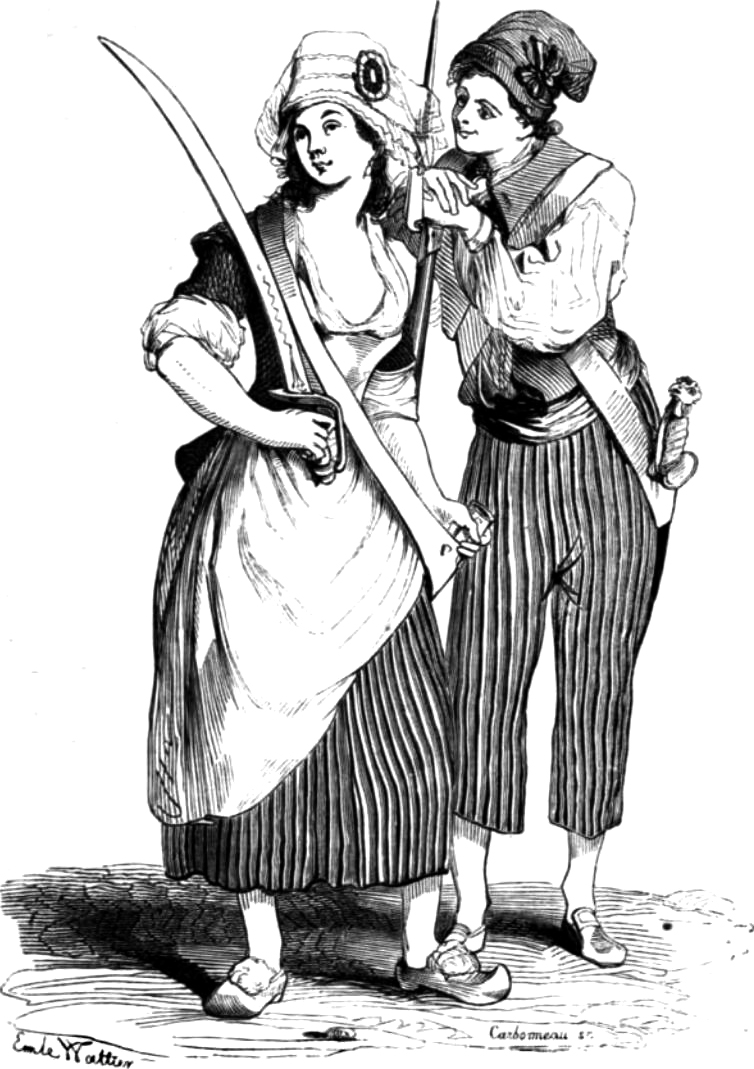
Un couple de sans-culottes

Les sans-culottes et particulièrement la section des Gravilliers a laquelle appartient Jacques Roux joueront un rôle essentiel dans les journées du 30 mai et du 2 juin  qui verront la chute des Girondins. Mais jugeant que le mouvement n'est pas terminé, ils seront eux aussi, comme les Hébertistes — les Exagérés — qui par opportunisme voudront occuper l'espace politique que libérait leur élimination, les grands vaincus de cette insurrection incomplète à leurs yeux.
Les discours de Varlet, de Roux, de Leclerc, ou des républicaines révolutionnaires prônent le caractère populaire de la souveraineté, son exercice direct par le peuple. Cette aspiration à une démocratie populaire, corollaire d’une critique de la représentation nationale, s’appuie sur une méfiance permanente envers les représentants du peuple. Celle-ci s’accompagne naturellement de la volonté de contrôler fortement ces mandataires du peuple. 
Jacques Roux écrira ainsi : « Peuple ! Sous le règne de la liberté, tu dois avoir sans cesse les yeux fixés sur tes magistrats ». 
Pour Varlet, la défiance pour les représentants du peuple est la même : « Point de députés sans pouvoirs, sans mandats. Ce principe nous garantit de la Tyrannie législative ».

## Une historiographie ambiguë
Lorsqu'on retrace le parcours et les idées des Enragés, il est difficile de ne pas citer Marx, qui voit en eux les premiers germes de l'idée communiste : « Le mouvement révolutionnaire qui commença en 1789 au cercle social, qui, au milieu de sa carrière, eut pour représentants principaux Leclerc et Roux, et finit par succomber provisoirement avec la conspiration de Babeuf, avait fait germer l’idée communiste que l’ami de Babeuf, Buonarroti, réintroduisit en France après la révolution de 1830. Cette idée, développée avec conséquence, c’est l’idée du nouvel état du monde ». 
Une partie de l'historiographie — représentée par Jaures (« Une sorte de parti social se formait qui voulait mettre au premier plan les problèmes économiques »), ou encore Mathiez (« Le parti qui a exigé la taxation, le parti des enragés dont les chefs étaient Varlet et Jacques Roux ») — fait de cette mouvance un parti. « Parti » ou « faction », le terme est un peu fort. En effet, ils n'étaient que trois : Jacques Roux, Jean-François Varlet et Jean-Théophile Leclerc. 
Si leurs idées convergent, si ponctuellement ils se soutiennent mutuellement, s'ils se croisent, s'ils participent aux mêmes luttes, pour autant, ils ne mettent en œuvre aucune action commune — journal ou pamphlet —, ni surtout aucune organisation structurée. 
Même si, après les journées des 30 mai et 2 juin, ils prennent de l'importance en partageant des revendications de plus en plus violentes, même s'ils se brouillent tous en même temps avec la Commune, cette convergence ne peut à elle seule faire des Enragés une faction coordonnée dans ses actes et ses déclarations.
Albert Mathiez, pourtant partisan de cette hypothèse (« tout se passa comme si ces trois hommes s'étaient effectivement concertés »), cite  d'ailleurs Jean-Théophile Leclerc, qui écrit dans L'Ami Public du 8 septembre 1793  « ..., mais je déclare au public que je n'ai jamais eu avec Jacques Roux de relations, ni directes, ni indirectes, que depuis le premier juin, je n'ai vu que deux fois au plus, pendant une heure au plus, ce citoyen. »
Par contre, chacun à sa manière réclame la taxation et la réglementation des prix, dénonce la bourgeoisie marchande — plus terrible, selon les mots de Jacques Roux, que « l'aristocratie nobiliaire et sacerdotale ». Ils critiquent tous la notion de propriété, multiplient  les attaques contre les riches, justifient les pillages de boutiques, les qualifiant de « restitutions ». Jusqu'en juillet 1793, ils bénéficient d'une large audience auprès des sections des Gravilliers et des Batignoles. Ils nouent des liens avec la Société des républicaines révolutionnaires animée par Pauline Léon et Claire Lacombe.  
Cependant, même si Pauline Léon épouse Jean-Théophile Leclerc, le soutien que le groupe révolutionnaire féminin apporte aux trois enragés est à géométrie variable, et, en tout état de cause, aucune d'elle ne soutiendra plus Jacques Roux après le 25 juin. Par ailleurs, les républicaines révolutionnaires joueront même un rôle de premier plan dans la dramaturgie orchestrée par David, lors des funérailles de Marat. À aucun moment les deux mouvances n'organiseront de réunions pour mettre en œuvre des actions communes.
Même s'il démontre par la suite le soutien très réel de la section des Gravillers y compris après l'épisode du 25 juin, Michel Vovelle reconnait que les « Enragés, Jacques Roux, Varlet, Leclerc, ne se préoccupent guère de coordonner leurs actions et d'organiser dans la capitale un mouvement unitaire [...], leur action apparaît même parfois empreinte d'une certaine rivalité [...], l'influence réelle des chefs Enragés semble s’être le plus souvent limitée à une section ou aux sections voisines de celle où ils vivaient ».
Pour autant, la place limitée des Enragés dans le déroulement de la Révolution, n'est pas de nature à réduire celle-ci à une « révolution bourgeoise ». Une telle interprétation — qu'Albert Mathiez qualifie d'énorme sottise — n'engage que ses auteurs, et les travaux de Georges Lefebvre, Richard Cobb, Albert Soboul et bien d'autres, montrent bien désormais la réalité des mouvements sociaux populaires, tant dans les milieux ruraux, qu'urbains.

## Un dénouement sans surprise
Le 27 juillet 1793, Robespierre entre au Comité de Salut Public. Il s'agit désormais de faire accepter le fait accompli de l'élimination des Girondins par les classes moyennes et possédantes. 
Dès lors les rapports du Gouvernement avec les mouvements populaires vont rapidement se tendre. 
Dans un premier temps sectionnaires, sans-culottes, membres de clubs (y compris cordeliers et jacobins), soutenus par les commissaires des assemblées primaires représentant les patriotes des départements imposèrent à la Convention la levée en masse et réclamèrent la terreur et le maximum. 
La proposition de Danton de transformer le Comité de Salut Public en comité de gouvernement déclencha une nouvelle offensive où l'on retrouva Leclerc en première ligne « C'est un Capet à neuf têtes que l'on crée à la place de celui qui n'est plus » écrit-il dans l'Ami du peuple du 4 août 1793
Il est rejoint par François-Nicolas Vincent, secrétaire général du département de la guerre, qui jouit d'une forte influence au ministère de la Guerre mais qui n'a pas grande audience auprès des sans-culottes. 
C'est à Leclerc, mais aussi à Jacques Roux, qui pourtant n'a pas pris position dans ce débat, que s'en prend Robespierre : « Deux hommes salariés par les ennemis du peuple, deux hommes que Marat dénonça, ont succédé ou cru succéder à cet écrivain patriote [...] pour pouvoir tomber sur les patriotes vivants avec plus de fureur » . En août, la polémique s'envenime, nourrie aux Jacobins par Robespierre. Roux est toujours silencieux.
Le 8 août, coup de théâtre : la veuve de Marat, Simone Évrard, s'élève contre « les écrivains scélérats » qui usurpent le nom de l'Ami du Peuple, dénonce tout à la fois Roux et Leclerc leur prêtant les pires intentions pour les prochaines journées des 10 août. Mathiez , comme Soboulse sont tous deux attachés à analyser ces événements.  
Les deux analyses, largement concordantes sur les faits, divergent sur les suites et notamment la place faite aux Hébertistes ; autant Soboul accorde une importance capitale au n° 269 du Père Duchesne où Hebert vient au secours des Enragés et les dépasse même : « Il faut avant toute chose organiser un pouvoir exécutif et ne pas réunir tous les pouvoirs dans les mêmes mains. La contre-révolution sera faite avant un mois si on laisse le comité de salut public organisé tel qu'il l'est aujourd'hui.[...] je vois d'avance certains fripons qui convoitent les cinquante millions que la convention  a accordés à ce comité; gare le pillage et la contre-révolution, foutre. ». Au contraire, Mathiez passe sous silence le rôle joué par les Hébertistes. 

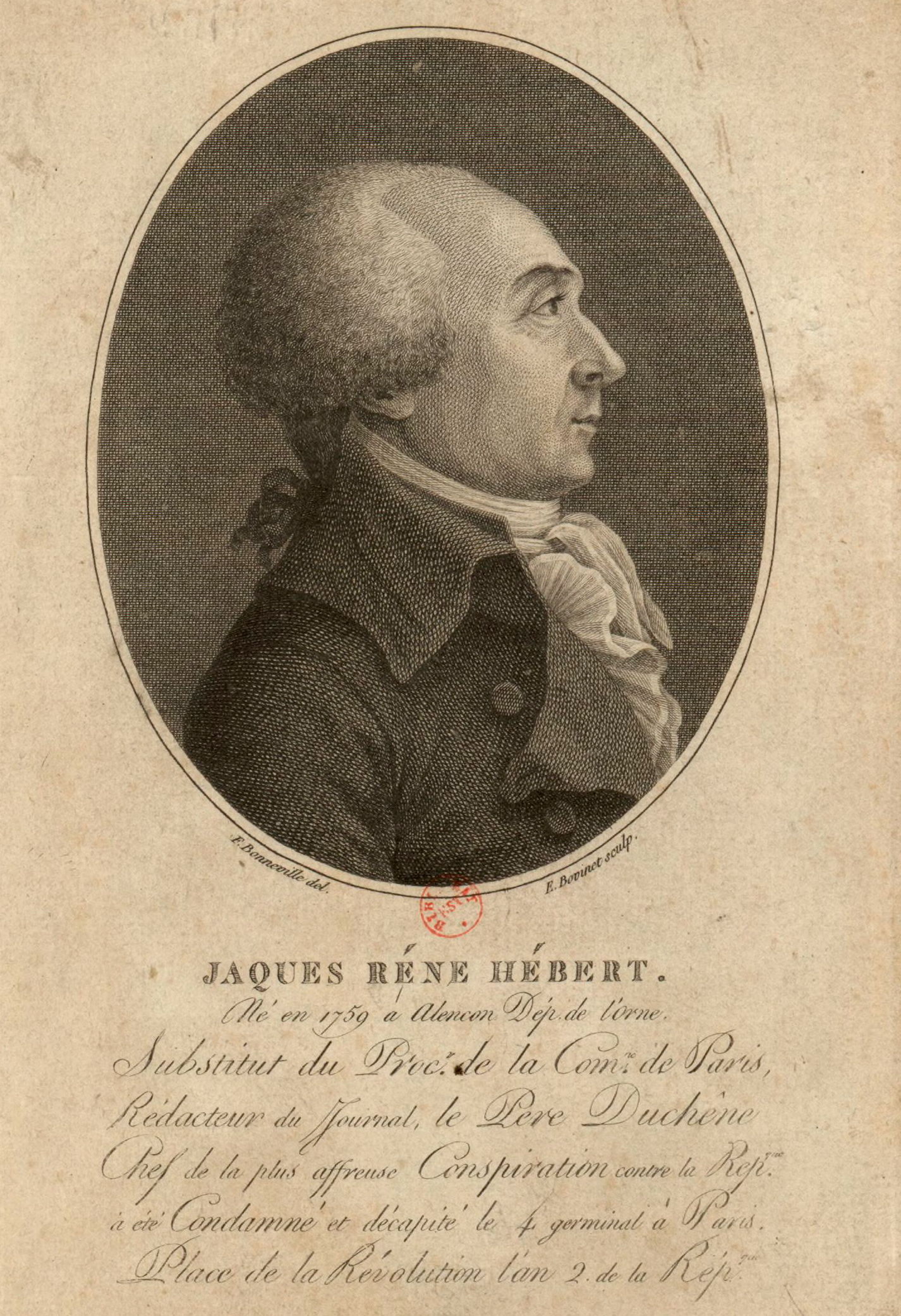
Jacques René Hébert (1759 - 1794)

Tout au long du mois d'août, Robespierre défend le Comité avec un acharnement sans faille, brandissant la crainte de l'étranger qui enverrait à la convention « des envoyés de Pitt et de  Cobourg », sacralisant le dépôt à la Convention par les délégués des assemblées primaires de l'acte sacré (la Constitution) que l'on scelle dans  une urne de cèdre. Cette fermeté voit plusieurs sociétés populaires tout au long du mois d'août faire allégeance au pouvoir en place. Les attaques se poursuivent toute la deuxième quinzaine d'août de la part de Leclerc avec le soutien de la Société des républicaines révolutionnaires, de Roux avec celui de ses soutiens de la section des Gravilliers. Jacques René Hébert, qui ne veut pas leur laisser le champ libre, intervient avec son journal et aux Jacobins le 21 août en prenant soin de masquer son attaque  du pouvoir par une diatribe à l'encontre de Jacques Roux, mais il critique néanmoins l'organisation du pouvoir exécutif
La fermeté de Robespierre amène le ralliement d'autres sections, notamment la section de Marseille et Marat qui, dans une adresse aux départements, les exhorte à se rallier autour de la Montagne.
Dès le 22 août, Roux est arrêté. Il est l'objet de dénonciations multiples, auxquelles il peut répondre avec succès au cours des trois interrogatoires qu'il subit. Il est décidé le 27 août de le traduire devant le tribunal  de police correctionnelle  et, en l'attente, de prononcer sa mise en liberté conditionnelle sous la caution de deux citoyens. Dans des conditions pour le moins confuses, il est arrêté à nouveau le 5 septembre. Le lendemain, le Comité de Salut public du département de Paris décide son internement à Sainte-Pélagie « Considérant ... que Jacques Roux ..., déjà suspect dans l'opinion publique, est très suspect aux yeux de tous ceux qui ont suivi ses manœuvres et que le jugement unanime de la Société des Jacobins  est une preuve irrésistible contre lui »
À partir du 23 août, le ton de la presse extrémiste monte, l'unité de la Convention se fendille. Billaud-Varenne cherche une voie de compromis mais s'attire ainsi les foudres de Robespierre. Dans les premiers jours de septembre, la tension monte d'un cran supplémentaire. Le 5, la Convention est envahie par le peuple et les Jacobins. Robespierre abandonne précipitamment la présidence pour prendre l'avis du comité de salut public. Sans attendre, l'Assemblée vote l'arrestation des suspects et le Comité de salut Public doit se rallier aux dispositions prises. Il ne cède que sur le terrain politique. 
La Convention avait promis la veille l’établissement du maximum général, il n'interviendra que le 29 septembre. À l'issue de ces journées, un pas de plus a été franchi vers le Gouvernement révolutionnaire. Les hébertistes sortent toutefois vainqueurs de cet épisode ; le soir même, Billaud-Varenne  est nommé président de la Convention et rentre le lendemain au Comité de Salut Public avec Collot d'Herbois. Si les tensions demeurent, le mouvement populaire n’est pas assez uni pour s'imposer auprès des Comités. Les sans-culottes ne suivaient pas toutes les suggestions de Roux, Leclerc et Varlet. Fragilisés par leurs excès même, isolés en avant-poste de la contestation, il fut facile pour le gouvernement révolutionnaire de s'en débarrasser
Jacques Roux continue depuis sa prison à publier son journal et en durcit même le ton : « On ne fait pas aimer et chérir un gouvernement par La Terreur », écrit-il dans le n° 265 du Publiciste. Varlet, Leclerc, sa femme Pauline Léon, Claire Lacombe — animatrices de la Société des républicaines révolutionnaires —, tous et toutes seront arrêtés au cours de la période qui précède la mort de Jacques Roux, mais tous et toutes passeront entre les mailles du filet. Restait Jacques Roux, le vrai chef du parti selon Albert Mathiez, une dernière tentative de ses soutiens des Gravilliers auprès de la Commune  pour le faire libérer échouera le 23 septembre. Ses derniers écrits sont de véritables brûlots. Il perd ses derniers soutiens. Le 26 novembre  le Comité Révolutionnaire des Gravilliers décidait l'arrestation de ses derniers partisans dans la section qui sont conduits dès le 3 décembre à la prison de La Force. 
Le 12 janvier 1794, Jacques Roux devait être déféré au tribunal correctionnel du Châtelet, mais le tribunal se déclare incompétent et le renvoie devant le Tribunal Révolutionnaire. À la lecture du jugement, il se blesse de plusieurs coups de couteau au côté gauche de la poitrine. Soigné par un chirurgien, Jacques Roux est transporté à l'infirmerie de Bicêtre. Mais il n'a pas renoncé au suicide et emploie tous les moyens pour épuiser sa santé comme l'écrit le 4 février l'officier chargé de sa surveillance à Fouquier-Tinville. La tentative du 10 février est la bonne : il meurt dans la journée à Bicêtre puis est enterré au cimetière de Gentilly.
Les Hébertistes qui depuis le début ont intrigué en ce sens prennent la place des Enragés et héritent de leurs soutiens, mais ils ne jouent pas très longtemps le jeu de la collaboration gouvernementale et sont eux aussi rapidement éliminés dès le 24 mars suivant. Désormais la Commune obéit, les sociétés et les clubs se taisent ou disparaissent. La charrette qui a porté les hébertistes à la guillotine réduit au silence le Paris révolutionnaire, écrit François Furet, reprenant quelques pages plus loin la formule de Saint-Just : « La Révolution est glacée. ».

## Quel jugement sur les Enragés?
Les Enragés auront été le catalyseur des revendications populaires et, en dépit de leurs dissensions internes, ont à ce titre une place plus importante que celle que lui réserve une large part de l’historiographie. 
Jacques Roux, seul, ira au bout des idéaux qu'il défendait. Peu à peu ses soutiens l'abandonnent, ses compagnons de lutte s'esquivent un à un. En effet, Leclerc, qui dès le 8 septembre déclare ne l'avoir jamais rencontré, abandonne sa publication le 15 septembre et quitte Paris avec Pauline Léon.  Arrêtée à plusieurs reprises Claire Lacombe est toujours libérée; arrêté en septembre Varlet est libéré le 29 octobre. Hors la personne de Jacques Roux, le pseudo mouvement qu'il est censé incarner perd, face à l'épreuve finale, toute consistance. 
Dès la fin de 1792, Roux avait formalisé son programme revendicatif. Les autres acteurs le rejoindront et si les faits démontrent l'inexistence du mouvement en termes de structures et d'actions communes ou coordonnées, il reste une forte convergence au regard des revendications populaires. 
Il n'y aura pas de charrette des Enragés, juste la mort tragique d'un exalté « qui rappelle les morts antiques racontées par Tacite ».

### Sources imprimées
- Jacques Roux, Discours sur le jugement de Louis-le-dernier, sur la poursuite des agioteurs, des accapareurs et des traîtres, 1er décembre 1792 (lire en ligne)
- Jacques Roux, Manifeste des Enragés (lire sur Wikisource)
- Claude Guillon, Notre patience est à bout : 1792-1793, les écrits des enragé(e)s, Paris, Éditions Imho, coll. « Radicaux libres », 2009, 174 p. (ISBN 978-2-915517-36-1, présentation en ligne).
- Jacques Roux, Scripta et acta : textes présentés par Walter Markov, Berlin, Akademie Verlag, 1969, VIII-688 p.
- Jacques Roux, Jacques Roux à Marat, Paris, De l'Imprimerie de la Société typographique, rue et collège des Cholets, 1793 (lire en ligne)